# Tunican
Tunikan ali Tonikan. Ime Tonikan je prišlo po imenu plemena Tunica ali Tonika, iz tunica besede óni, "človek", "ljudje"/ Družina indijanskih jezikov in narodov iz Mississippija, ki zajema Indijance z levega brega reke Mississippi, to so: Grigra, Koroa, Tiou, Tunica ali Tonika in Yazoo. Prej se je družina Tonikan povezovala s skupinama Attacapan in Chitimachan v veliko družino Hokan-Siouan, ki zdaj ni priznana.